# Alex Leatherwood
Alex Leatherwood (Pensacola, 5 gennaio 1999) è un giocatore di football americano statunitense che milita nel ruolo di offensive tackle per i Los Angeles Chargers della National Football League (NFL).

## Carriera universitaria
Leatherwood, originario di Pensacola in Florida, ha iniziato a giocare a football alla Booker T. Washington High School per poi iscriversi nel 2017 all'Università dell'Alabama andando a giocare con la squadra dei Crimson Tide impegnati nella Southern Conference (SEC) della Divisione I della Football Bowl Subdivision (FBS) della NCAA.
Nella sua prima stagione disputò solo 6 partite, nessuna da titolare, ma vinse con l'Alabama il titolo nazionale. Dal secondo anno in poi Leatherword divenne titolare fisso come offensive tackle dei Crimson Tide, giocando tutte le partite disputate dalla squadra. Nel 2020 valutò di terminare anticipatamente la sua esperienza al college per passare al professionismo ma alla fine decise di giocare il suo ultimo anno di eleggibilità. Nella stagione 2020 Leatherwood ha vinto con l'Alabama il suo secondo titolo nazionale venendo premiato a fine stagione come All-American e vincendo l'Outland Trophy come miglior interior lineman del college football..
| Stagione | Stagione | Stagione   | Stagione   | Stagione | Stagione |
| Anno     | Squadra  | Campionato | Conference | P        | PT       |
| -------- | -------- | ---------- | ---------- | -------- | -------- |
| 2017     | Alabama  | FBS Div. I | SEC        | 6        | 0        |
| 2018     | Alabama  | FBS Div. I | SEC        | 15       | 15       |
| 2019     | Alabama  | FBS Div. I | SEC        | 13       | 13       |
| 2020     | Alabama  | FBS Div. I | SEC        | 13       | 13       |
| Totale   | Totale   | Totale     | Totale     | 47       | 41       |

Fonte: Football Database

## Carriera professionistica

### Las Vegas Raiders
Leatherwood fu scelto come 17º assoluto nel Draft NFL 2021 dai Las Vegas Raiders. Il 24 maggio 2021 Leatherwood firmò il suo contratto da rookie coi Raiders, un accordo quadriennale per un importo garantito di 14,39 milioni di dollari. 
Debuttò come professionista il 14 settembre 2021, partendo da titolare nella prima gara della stagione vinta dai Raiders contro i Baltimore Ravens per 33-27 ai tempi supplementari.  
Leatherwood concluse la sua prima stagione nella NFL disputando tutte le 17 partite da titolare ma allo stesso tempo mostrò molti limiti nel ruolo di tackle, tant'è che fu spesso utilizzato invece come guardia e così, col cambio ai vertici della squadra con Josh McDaniels nuovo capo-allenatore e Dave Ziegler nuovo general manager, lo spazio per Leatherwood diminuì e infine il 30 agosto 2022 i Raiders lo svincolarono.

### Chicago Bears
Il 31 agosto 2022 Leatherwood fu acquisito dai Chicago Bears.
Il 14 settembre 2022 Leatherwood fu inserito nella lista riserve/infortuni non dovuti al football, infatti contrasse la mononucleosi. Tornò disponibile il 28 ottobre 2022 ma si portò dietro gli strascichi della malattia e il ritardo nella preparazione. Terminò la stagione con quattro presenze, nessuna da titolare.
Il 27 agosto 2023 fu svincolato dai Bears.

### Cleveland Browns
Il 30 agosto 2023 Leatherwood firmò per la squadra di allenamento dei Cleveland Browns dove passó l'intera stagione.

### Los Angeles Chargers
Il 29 maggio 2024 firmó con i  Los Angeles Chargers. Prima dell'avvio della nuova stagione Leatherwood non rientrò nel roster attivo iniziale dei Chargers e il 27 agosto 2024 fu svincolato e poi aggregato alla squadra di allenamento il giorno successivo.

## Statistiche

### Stagione regolare
| Stagione | Stagione | Stagione | Stagione |
| Anno     | Squadra  | P        | PT       |
| -------- | -------- | -------- | -------- |
| 2021     | LV       | 17       | 17       |
| 2022     | CHI      | 4        | 0        |
| 2023     | CLE      | 0        | 0        |
| Totale   | Totale   | 21       | 17       |

### Playoff
| Stagione | Stagione | Stagione | Stagione |
| Anno     | Squadra  | P        | PT       |
| -------- | -------- | -------- | -------- |
| 2021     | LV       | 1        | 1        |
| Totale   | Totale   | 1        | 1        |

Fonte: Football Database